# Lycosa auroguttata
Lycosa auroguttata este o specie de păianjeni din genul Lycosa, familia Lycosidae. A fost descrisă pentru prima dată de Keyserling, 1891. Conform Catalogue of Life specia Lycosa auroguttata nu are subspecii cunoscute.